# La Bailarina
La bailarina (en inglés: The Dancer) es una película de drama musical francesa de 2000, dirigida por Frédéric Garson, protagonizada por Mia Frye, Garland Whitt, Rodney Eastman y Josh Lucas.

## Argumento
Una bailarina muda, que con sus movimientos y pasos de baile enseña a unos niños que la adoran y gana el concurso de baile cada sábado por la noche en una cavernosa discoteca de Brooklyn, finalmente consigue dar el gran salto a un espectáculo de Broadway. Pero es despedida cuando da su nombre en una lengua de signos.

## Reparto
- Mia Frye   	 ...  	India Rey
- Garland Whitt ... 	Jasper Rey
- Rodney Eastman ... 	Isaac
- Josh Lucas 	... 	Stephane
- Féodor Atkine ... 	Oscar
- Jarrod Bunch 	... 	Bruno
- Cut Killer 	... 	DJ Atomic